# Nottingham Challenger I 2006
Il Nottingham Challenger I 2006 è stato un torneo di tennis facente parte della categoria ATP Challenger Series nell'ambito dell'ATP Challenger Series 2006. Il torneo si è giocato a Nottingham in Gran Bretagna dal 23 al 29 ottobre 2006 su campi in erba.

## Vincitori

### Singolare
Alexander Waske ha battuto in finale  Kristian Pless con il punteggio di 6–4, 6–3

### Doppio
Filip Prpic /  Nicolas Tourte hanno battuto in finale  Jamie Delgado /  Jamie Murray con il punteggio di 6–4, 4–6, [10–7]